# Kraftwerk Belews Creek
Das Kraftwerk Belews Creek ist ein Kohlekraftwerk im Stokes County im Norden des US-Bundesstaats North Carolina. Das Kraftwerk besitzt eine installierte Nettoleistung von 2,2 GW.
Von 2005 bis 2008 wurde eine Rauchgasentschwefelung errichtet.

## Blöcke
| Block | Leistung | Inbetriebnahme | Dampfkessel      |
| ----- | -------- | -------------- | ---------------- |
| 1     | 1100 MW  | 1974           | Babcock & Wilcox |
| 2     | 1100 MW  | 1975           | Babcock & Wilcox |